# Perissolestes
Perissolestes – rodzaj ważek z rodziny Perilestidae.

## Zasięg występowania
Rodzaj obejmuje gatunki występujące w Ameryce Centralnej i Południowej.

## Systematyka
Rodzaj ten wprowadził w 1941 roku amerykański entomolog Clarence Hamilton Kennedy w artykule opublikowanym w „Annals of the Entomological Society of America”. Jako gatunek typowy wyznaczył Perilestes remotus; oprócz niego do rodzaju zaliczył sześć gatunków wcześniej zaliczanych do Perilestes (z czego obecnie uznawanych jest pięć) oraz trzy gatunki nowo przez siebie opisane – P. klugi, P. romulus i P. remus. Podstawą utworzenia nowego rodzaju były drobne różnice w użyłkowaniu skrzydeł. Wcześniej, w 1924 roku, podział rodzaju Perilestes na dwie grupy wstępnie zaproponowali E.H. Williamson i J.H. Williamson; w tej samej publikacji autorzy ci opisali też sześć nowych gatunków, z których obecnie trzy zaliczane są do Perilestes, a trzy do Perissolestes. Obecnie do rodzaju Perissolestes zaliczanych jest 12 gatunków, ostatni został opisany w 2023 roku.

### Podział systematyczny
Do rodzaju należą następujące gatunki:
- Perissolestes aculeatus Kennedy, 1941
- Perissolestes castor (Kennedy, 1937)
- Perissolestes cornutus (Selys, 1886)
- Perissolestes flinti De Marmels, 1988
- Perissolestes guianensis (Williamson & Williamson, 1924)
- Perissolestes klugi Kennedy, 1941
- Perissolestes magdalenae (Williamson & Williamson, 1924)
- Perissolestes paprzyckii Kennedy, 1941
- Perissolestes remotus (Williamson & Williamson, 1924)
- Perissolestes remus Kennedy, 1941
- Perissolestes romulus Kennedy, 1941
- Perissolestes rupestris Florez, Bota-Sierra & Cano-Cobos, 2023